# Горшков, Геннадий Петрович
Генна́дий Петро́вич Горшко́в (укр. Геннадій Петрович Горшков; род. 8 сентября 1953, Жёлтая Река, Днепропетровская область) — советский футболист, нападающий. Лучший бомбардир черниговской «Десны» в чемпионатах СССР.

## Игровая карьера
Воспитанник желтоводского футбола. Первый тренер — Александр Лунин. В 1970 году стал игроком юношеской команды «Авангарда» (Жёлтые Воды). С 1973 года играл за основной состав команды, которая выступала на любительском уровне.
С 1976 по 1988 годы играл за команды второй лиги «Колос» (Никополь), «Десна» (Чернигов) и «Звезда» (Кировоград). Самый результативный игрок черниговского клуба в чемпионатах СССР —- 112 забитых мячей в 385 матчах. Занимает 14-е место в клубе Евгения Деревяги —- списке самых результативных игроков чемпионата Украинской ССР (в рамках второй лиги).
Часть сезона 1980 выступал за команду первой лиги —- «Спартак» (Ивано-Франковск). Последние два года игровой карьеры провёл в составе узбекской команды «Целинник» (Турткуль).

## Стиль игры
Василий Гнатюк в книге «Желтоводский футбол» так охарактеризовал футболиста: «Не обладая какими-то особенными гренадерскими данными Геннадий Горшков никогда не играл роль центрфорварда. Атаковать ворота соперника любил больше из глубины поля. К тому же в интересах команды частенько играл в середине поля, выполняя роль „распасовщика“-диспетчера, к чему располагал его хороший технический арсенал и отличное футбольное зрение. Большинство голов забивал со средних дистанций хорошим плотным ударом (хотя мог и „подкрутить“ со стандарта) или отправлял мяч в сетку, оказываясь в нужное время в нужном месте …».

## Достижения
«Десна»
- Серебряный призёр чемпионата УССР: 1982.

Индивидуальные
- Лучший бомбардир «Десны» в чемпионатах СССР — 112 голов.
- Лучший бомбардир «Десны» за сезон — 1979, 1980, 1981, 1982, 1983, 1984, 1985.